# Smite
Smite é um jogo eletrônico do gênero multiplayer online battle arena (MOBA) em terceira pessoa desenvolvido e publicado por Hi-Rez Studios para Microsoft Windows, PlayStation 4, Xbox One e Nintendo Switch. Em Smite, os jogadores controlam um deus, deusa ou outra figura mitológica e participam em combate baseado em equipe, usando habilidades e táticas contra outros deuses controlados por jogadores ou por bots.

## Jogabilidade
Os jogadores são formados em duas equipes, com 5 jogadores para cada equipe no modo principal (conquista). As equipes começam em lados opostos do mapa.
Neste modo de jogo, existem 3 rotas contínuas que funcionam a partir de um lado do mapa para o outro. Cada rota é defendida por uma "Fênix", que é acompanhada por um par de torres defensivas. Fênix e torres dão uma grande quantidade de dano a todos os inimigos que chegam perto delas. O objetivo de cada jogo é destruir a Fênix da equipe adversária e o Titã, um guerreiro gigante que deve ser derrotado para ganhar o jogo.
Os jogadores são acompanhados por 'minions', pequenos soldados com um ataque fraco; estes minions nascem na Fênix a cada trinta segundos e correm ao longo de sua pista até se depararem com seu inimigo e o atacarem. Minions vão atacar não só os jogadores e outros minions, mas também torres, fênix e o Titan; na verdade, a sua presença é necessária para que os jogadores causam dano completo a estes objectivos. Os jogadores podem atacar as torres adversárias, no entanto, as torres irão disparar contra eles, se não houver minions próximos ou se o jogador ataca um jogador inimigo sob sua torre. Se um jogo está indo mal para uma determinada equipe pode decidir se entregar, mas isso requer uma maioria da equipe (4 jogadores para 1) a concordar.
Como todos os jogos, os jogadores têm de escolher um deus para jogar. Deuses são semelhantes aos campeões em League of Legends ou heróis em Heroes of Newerth e DotA. Atualmente, os jogadores podem escolher mais de 114 deuses e imortais de nove mitologias diferentes: chinesa, egípcia, grega, hindu, romano, maia, japonês, nórdica e celta. Dois jogadores da mesma equipe não podem escolher o mesmo deus (com exceção de partidas especiais, como a partida do dia).
O jogador controla o deus numa visão de terceira pessoa, que é uma característica exclusiva deste MOBA, como outros jogos do gênero são normalmente jogado a partir de uma visão de cima. Cada deus tem um ataque básico e quatro magias com efeitos variados, como a área de danos efeito, controle de multidões, buffs e muitos mais. Essas magias são adquiridas e atualizado quando o deus de um jogador sobe de nível, ganhando experiência derrubando torres ou fênix e matando jogadores inimigos. O nível máximo é 20 e cada nível sucessivo é mais difícil de alcançar.
O ouro é usado para comprar itens que melhoram o seu personagem. Esses itens concedem basicamente: dano, defesa e vida.(alguns itens também concedem roubo de vida, penetração, crítico, etc)
Entre as rotas, está localizado a selva, popularmente chamada de "jungle" donde monstros controlados por computador periodicamente nascem em locais específicos distribuídos simetricamente através do mapa. Matando certos monstros na referida jungler, o jogador pode pegar "buffs"(mana, dano e velocidade).
Há dois monstros neutros especiais que geram menos frequentemente, o gigante de fogo e a erínia dourada. Quando mortos, eles concedem toda a equipe que matou um poderoso "buff" de danos por um período médio de tempo ou uma quantidade de ouro, respectivamente. Também existem monstros que não oferecem um "buff", apenas experiência e ouro.

## História
Cobiçando os poderes ganhos através da fé dos mortais, os deuses criaram as civilizações e estabeleceram seus panteões. Desde então, diversos sinais milagrosos foram testemunhados pela humanidade. Para que sua presença pudesse ser sentida por todas as criaturas, os imortais desceram ao plano dos humanos para demonstrar seu poder. E, assim, os homens passaram a louvá-los fervorosamente, rezando para que seus deuses garantissem a paz.
Contudo, era após era, catástrofes continuaram a devastar as civilizações terrenas. Diante disso, a fé da humanidade estava à beira do colapso e o poder dos imortais se viu ameaçado, à medida que os humanos passavam a venerar outras divindades ou simplesmente abandonavam seus deuses.
Donos de egos enormes e propensos a agir impulsivamente, muitos dos deuses não reagiram nada bem diante dessa situação. Para alguns, aquelas catástrofes só podiam estar sendo causadas por outras divindades, que queriam roubar seus seguidores. Tal traição não poderia ser perdoada.
Para outros deuses, como Ares, apenas a morte e a destruição poderiam causar medo o suficiente para colocar os mortais de volta sob seu domínio.
Outros ainda, como Thor, acreditavam que a única opção seria enfrentar os outros imortais frente a frente em batalha. Enquanto isso, deuses como Zeus estavam mais preocupados com o fato de a lealdade dos mortais já estar muito abalada.
Alguns imortais, como Ao Kuang, consideravam os humanos inúteis e se revoltaram diante de sua ousadia, acreditando que a morte de muitos deles seria a única forma de fazer com que voltassem a ser venerados.
Por outro lado, divindades mais benevolentes, como Atena, acreditavam justamente que os mortais deviam ser protegidos para que voltassem a louvá-los. Havia, ainda, deuses como o Cupido, que estavam apenas se divertindo em meio ao caos, sem levar nada daquilo a sério.
Fosse como fosse, as chamas da guerra já estavam acesas. Sem conseguir chegar a um consenso, suspeitando dos demais panteões e até discordando de outros imortais com quem conviviam, os deuses deram início à sua batalha! Assim, passaram a exterminar os humanos que serviam como lacaios de seus rivais para diminuir sua força, destruir os titãs que guardavam as essências divinas de seus inimigos ou simplesmente aniquilar diretamente seus oponentes.
Só nos resta saber uma coisa: quando a luta terminar e a poeira baixar, quais serão as divindades que se mostrarão vitoriosas na Arena dos Deuses?!

## Modos de jogo
Smite oferece vários modos de jogo:

### Conquista
Este é o modo mais clássico dos jogos do gênero MOBA. Na Conquista, você participa de um combate 5x5 em 3 rotas, com uma selva entre elas. Seu objetivo é destruir o Titã inimigo.
Os times começam em cantos opostos no mapa e precisam destruir todas as proteções de pelo menos uma das rotas para poderem causar dano no Titã dos oponentes. Na Selva, existem acampamentos com monstros que, ao serem derrotados, podem dar bônus de Mana, Dano ou Velocidade, ou simplesmente garantir EXP.
A Conquista também conta com dois monstros especiais na Selva: a Erínia Dourada e o Gigante de Fogo. Derrotar a Erínia Dourada garante 300 de ouro para todos os imortais do seu time. Já vencer o Gigante de Fogo concede um bônus de ataque a todos do seu time.

### Assalto
No Assalto, você precisa empurrar uma única rota, sem selvas ao redor, em uma batalha 5x5. É preciso destruir duas torres e a fênix inimigas antes de poder destruir o titã do outro time. O diferencial aqui é que a escolha dos deuses é aleatória. Na hora de selecionar as divindades, será escolhido para você um imortal aleatório entre aqueles que você já tiver liberado e os que estiverem na rotação atual.
Outra diferença do modo Assalto é que nele não é possível voltar para a sua base, a não ser que você morra. Desta forma, é impossível ficar se recuperando ou comprar itens quando quiser. Por isso, aconselha-se que você adquira itens que possuam Dreno de Vida e consumíveis que ajudem na sua capacidade de regeneração, para permanecer mais tempo vivo.

### Cerco
No Cerco, você participa de uma batalha 4x4 em 2 rotas com uma selva no meio, com o objetivo de derrubar as defesas dos oponentes até destruir o Titã deles.
A particularidade do Cerco é que seu time pode construir “máquinas de cerco”. Na verdade, vocês usam monstros, conhecidos como Jaganatas, que, ao serem invocados, seguem pela rota e focam seus ataques nos objetivos inimigos: as torres, fênix e o Titã.

### Arena
Esta é a modalidade mais casual do jogo. Como se estivesse em uma arena de gladiadores, você participa de uma batalha 5x5 em um verdadeiro Coliseu sem rotas, cujos objetivos são derrotar os deuses e lacaios adversários e escoltar seus próprios lacaios até o portal inimigo, para zerar os pontos do time rival
Os times começam em bases nos extremos opostos do mapa, cada um com 500 pontos. Você reduz 1 ponto dos inimigos ao eliminar um lacaio deles e 5 pontos ao derrotar um dos deuses. Além disso, cada lacaio do seu time que atravessar a arena e entrar no portal inimigo reduz mais 1 ponto deles, por isso também é importante que você e seu time defendam seu portal. Vale lembrar que lacaios mortos por outros lacaios não contam pontos, apenas os mortos por deuses. Além disso, nos 10 pontos finais, lacaios pequenos não contam pontos.
Nas laterais esquerda e direita da arena, você encontrará três Acampamentos com Ciclopes; ao serem derrotados, eles derrubam um bônus de Mana, Dano ou Velocidade.
Uma particularidade da Arena é o surgimento da Torre de Cerco, levando vários lacaios ao mesmo tempo. Se ela atravessar o portal inimigo, eles perdem 15 pontos.

### Justa
Na justa, os times são reduzidos para uma batalha 3x3 em uma única rota, com selvas ao seu redor. A rota conta apenas com uma torre e uma fênix inimigas antes de chegar ao Titã dos oponentes, que deve ser destruído.
Em cada selva, você encontrará três Acampamentos, onde podem ser pegos bônus de Mana e Minotauro que quando derrotado desabilita temporariamente uma estrutura inimiga. Por contar com times menores, o trabalho em equipe aqui faz bastante diferença, e você deve procurar montar um time bem equilibrado.
Esse mapa também é utilizado para partidas 1x1.

### Colisão
Um modo de disputa de 5x5 jogadores onde o mapa possui apenas 2 rotas principais onde cada uma possui uma torre, no meio do mapa há uma ligação entre as rotas o que possibilita muitos confrontos entre os times (team fight).
O objetivo é o mesmo da conquista derrotar o Titã do time inimigo
Esse modo foi lançado em 2016 e tem como tema o panteão egípcio.

### Partida do Dia
A Partida do Dia muda diariamente para uma modalidade diferente, com regras exclusivas e bem diferentes. Entre elas, você pode encontrar partidas onde um único deus deve ser usado por todos os jogadores, ou onde a seleção de divindades é restrita a um grupo menor de imortais, ou mesmo aquela que libera os jogadores do mesmo time para repetirem seus deuses!

## Classes
Em Smite, os deuses são divididos entre 5 Classes distintas:

### Guardiões
São os deuses focados em defesa e que causam dano mágico no combate corpo a corpo. Podem resistir a grandes quantidades de dano e são ótimos para ajudar os aliados a derrubar objetivos e vencer as “teamfights”. Normalmente, não causam tanto dano quanto as outras classes, a não ser que você foque sua construção de personagem nisso, comprando equipamentos que causem mais dano. Guardiões costumam ter boas habilidades de “controle”, que servem para atrasar ou deter o avanço dos inimigos. Atena, Geb e Ymir são exemplos de Guardiões.

### Magos
São a principal fonte de dano mágico do time. Seu ataque básico costuma ser de longo alcance e suas habilidades geralmente atingem distâncias maiores, com ataques que podem afetar grandes áreas do mapa. Vários magos também possuem habilidades de suporte, podendo curar seus aliados. Em compensação, a defesa deles é mais frágil e possuem menos vida, podendo morrer mais facilmente. Rá, Afrodite e Hela são exemplos desta classe.

### Assassinos
Assim como os magos, podem causar grandes quantidades de dano num curto espaço de tempo, mas desta vez com dano físico. Possuem ótima mobilidade, com boa velocidade de movimento e de ataque, e costumam ter habilidades que auxiliam nisso. Entretanto, eles também possuem uma defesa mais fraca, precisando contar com sua capacidade de entrar e sair rapidamente de um confronto, normalmente para finalizar algum inimigo e depois fugir para a segurança. Thanatos, Loki e Mercúrio são exemplos de assassinos.

### Caçadores
São as maiores fontes de dano físico no “end game”, podendo causar enormes quantidades de dano à longa distância quando estão com seu nível maximizado e totalmente equipados. Caçadores são capazes de causar muito dano com seus ataques básicos, contando com suas habilidades muitas vezes para finalização, controle e mobilidade, mas sem depender delas para causar a maior parte do dano. Possuem pouca defesa e vida, por isso precisam saber se posicionar bem, aproveitando seu alcance para atacar os inimigos de longe. Neith, Apolo e Rama são exemplos de caçadores.

### Guerreiros
São deuses que lutam no corpo a corpo, causando dano físico; são como um meio-termo entre os Guardiões e Assassinos, podendo cumprir uma destas funções, de acordo com a forma como forem construídos durante a partida. Normalmente, não causam dano tão rápido quanto assassinos, mas causam mais dano que guardiões, enquanto possuem uma defesa inferior à dos guardiões, mas melhor que a dos assassinos. Sun Wukong, Chaac e Hércules são exemplos de guerreiros.

## História dos Panteões

### Nórdico
Sob o comando de Odin, os deuses nórdicos são combatentes por natureza e vivem pela batalha e pela glória: lutar de dia, comemorar à noite nos salões de Valhalla! As divindades adoradas pelos Vikings não temem a morte no campo de batalha, valorizam a força, a magia das runas, a honra e a bravura. Preparados para enfrentar o próprio Ragnarök, estes deuses estão dispostos a provar que nenhum outro panteão se igualará a eles em combate!

### Egípcio
Possuidores de poderes sobre-humanos, os deuses egípcios são conhecidos por poderem interferir diretamente nos fenômenos da natureza e por sua capacidade de assumir diversas formas, normalmente representado por algum aspecto animal. Sob sua providência, a civilização antiga prosperou e realizou feitos notáveis, como a construção de pirâmides e monumentos gigantescos.

### Maia
Talvez seja o panteão mais obscuro entre aqueles que entraram na Arena dos Deuses – para muitos, seus deuses e imortais ainda se apresentam como um grande mistério... Carregados de uma selvageria pura e bruta e extremamente ligados à natureza, os deuses maias acreditam que o destino de todos já está traçado pelas 7 Profecias que levarão a humanidade ao seu próximo estágio de existência. Tudo o que precisam fazer é garantir a sobrevivência de seu panteão para que tudo saia de acordo com suas previsões – custe o que custar.

### Chinês
Composto por diversos seres, deuses e criaturas, o panteão chinês abraça os mais variados temas e aspectos e é extremamente complexo, principalmente para aqueles que não estão familiarizados com as sutilezas existentes na sociedade chinesa. Uma de suas características marcantes é que vários de seus deuses outrora foram mortais.

### Grego
Os deuses gregos carregam grande poder divino, mas também são regidos pelas paixões e emoções humanas. Liderados por Zeus e habitando o Monte Olimpo, estes imortais são conhecidos por serem invejosos, ciumentos e violentos, mas foi a sua influência que acabou moldando a sociedade ocidental. A ética, a política, a democracia e a filosofia são apenas algumas das ciências nascidas sob a graça destes deuses, o que serviu apenas para aumentar seus egos. Acostumados com jornadas e desafios épicos, resta agora aos deuses gregos provarem aos demais panteões que eles realmente são tão superiores quanto pensam.

### Hindu
As divindades hindus possuem suas crenças fundadas no conceito da Criação, Conservação e Destruição. Com elas, também surgiu o conceito de “Avatar”, um ser supremo e imortal que serve como personificação de uma divindade e que os deuses costumam usar para caminhar na Terra e travar suas batalhas. Com o mundo ameaçado pela fúria da guerra divina, o panteão hindu está disposto a tudo para conservar sua criação – inclusive destruir outros panteões que ameaçam o equilíbrio.

### Romano
Servindo de inspiração para o grande Império Romano, estes deuses estão profundamente relacionados com seus “irmãos” do Panteão Grego. O amor, a diversão, a jornada, a forja e o heroísmo são alguns dos aspectos sob o comando destas divindades. Agora, o Panteão Romano se une para provar a sua supremacia e mostrar que se houver um império nos céus, a coroa de louros já é deles!

### Celta
Os deuses celtas não viviam em comunidade como no Olimpo, mas habitavam fontes, montanhas e etc, numa dimensão chamada pelos irlandeses de Sid, onde não só habitavam os deuses, mas também todas as criaturas sobrenaturais e até os mortos
Polinésio
Recentemente introduzidos no jogo, sua história ainda é pouco conhecida.

## Papéis
Os papéis são as funções que você pode desempenhar dentro do seu time para ajudar com o trabalho em equipe. Entre eles, temos:

### Suportes
Deuses de suporte jogam pensando primeiro em auxiliar seu time. Por exemplo, quando estão dividindo uma Rota com outros deuses, os suportes costumam deixar que seus parceiros finalizem os lacaios e deuses inimigos para evoluírem e se equiparem primeiro, melhorando o dano que poderão causar. Suportes costumam ser deuses com habilidades de cura, de controle, de proteção ou que deem bônus para os aliados. Magos e Guardiões costumam desempenhar melhor este papel.

### Tanques
São deuses construídos para suportar grandes quantidades de dano, centrando o ataque inimigo em si mesmos, evitando que seus companheiros sejam feridos e permitindo que eles tenham mais liberdade para atacar os oponentes. Guardiões e Guerreiros costumam ser usados como tanques.

### Carregadores
São deuses construídos para serem extremamente efetivos no “late game”, capazes de causar quantidades enormes de dano ou eliminar peças-chaves do time inimigo. Costumam ter pouca defesa para focarem mais no ataque, por isso dependem bastante do suporte de seus companheiros. Caçadores costumam ser os carregadores mais comuns.

### Caçadores da Selva
São imortais que costumam passar o início do jogo matando os Acampamentos da Selva e se especializam em partir para cima dos oponentes de surpresa, surgindo da Selva para atacá-los quando estes estiverem distraídos ou para finalizar deuses feridos.

## Rotas

### Rota Dupla (Duo)
Nela, costumam ficar um suporte e um carregador. Muitos times costumam optar por um Guardião com bastante resistência e controle para ser o suporte e um Caçador como carregador. Magos com habilidades de cura e Guerreiros também são opções de suporte. Da mesma forma, também é possível usar Assassinos que causem bastante dano no “end game” ou Magos como carregadores, dependendo da composição do restante do time.
O importante aqui é ter alguém para ficar de tanque, filtrando o dano do time e ajudando também contra objetivos secundários, como a Erínia Dourada e o Gigante de Fogo. Uma dica é o Suporte possuir o Item “Presente do Observador”, que faz com que ele também receba o bônus de ouro e experiência do lacaio que sofrer o último golpe do carregador. Já o carregador deve focar em itens que melhorem seu dano e seus críticos e buscar itens ativos que ajudem em sua mobilidade, seja livrando-o de efeitos de controle, seja tornando-o imune a dano.

### Rota Solo
O imortal que se posiciona nesta rota não costuma ter uma classe predefinida, agindo como um “coringa” para a formação de sua equipe.Geralmente é um deus da classe guerreiro, mas pode ser um mago de suporte ou de dano, um assassino, dependendo das necessidades do time.
Geralmente, aqui ficará aquele deus que precisa juntar ouro mais rápido para seus itens, para poder fazer a diferença nas batalhas entre os times.

### Rota do Meio
Normalmente, ela é ocupada pelo mago responsável por ser a fonte de dano mágico do time e que, para tanto, deve ter facilidade em se livrar das hordas de lacaios inimigos. Assassinos e Caçadores também chegam a ocupar esta posição, mas o mais comum é encontrar magos aqui. A ação nesta rota costuma ser mais intensa, graças aos Acampamentos da Selva do Meio, muito utilizados pelos deuses desta rota, pelo suporte e pelo caçador da selva para que possam evoluir e receber mais ouro.

### Selva
A área ocupada pelo Caçador da Selva pode exigir um pouco mais de conhecimento e experiência para ser mais bem aproveitada. O importante aqui é que o caçador da selva fique atento ao tempo de regeneração dos acampamentos, para derrotar facilmente os ciclopes e as erínias. Além disso, é bom que ele tenha um bom potencial para emboscar os oponentes nas rotas.

## Dublagens
A Level up tem se dedicado a trazer celebridades brasileiras para dublar o jogo em português: o cantor Detonator, ex-vocalista do grupo Massacration, fez a dublagem para a skin Heavy Metal de Thor. Já o ator Tadeu Mello, de A Turma do Didi e A Era do Gelo, ficou encarregado de fazer o Vamana Cangaceiro, skin do personagem Vamana. "Ele tem uma pegada do Lampião, do guerreiro, do cabra-macho, da referência do que é um cangaceiro nordestino", comentou o dublador sobre o personagem, em comunicado à imprensa.

## Campeonato mundial
O primeiro campeonato de Smite contou com a premiação de um pouco mais de 2,6 milhões de dólares, recorde de maior premiação de jogos eletrônicos em seu primeiro campeonato. Esse premio foi dividido entre as equipes de acordo com sua posição.
A equipe norte-americana Cognitive Prime venceu o campeonato mundial, (realizado nos dias 9, 10 e 11 de janeiro de 2015 em Atlanta (EUA)). Eles bateram o time europeu Titan na final por 3 a 2 e levaram um prêmio de US$ 1,3 milhão para casa (Metade do premio). A equipe da Titan ganhou como prêmio, US$ 520 mil (20% do premio total).
O terceiro lugar recebeu 15% do premio, o quarto lugar 10% e os times que ficaram nas posições de quinto a oitavo lugar levaram 1,25% do valor total da premiação.
O Brasil estava representado no torneio pela We Love Bacon, vencedora da regional brasileira de "Smite" durante a Comic-Con Experience (CCXP), realizada no início de dezembro. Os brasileiros terminaram a competição no quinto lugar, com saldo de uma vitória e três derrotas.
O time brasileiro ficou na quinta posição, levando para casa o prêmio de US$ 32 mil, e a experiência de ter participado, pela primeira vez, de um campeonato Mundial.

## Parceria
Em 21 de Agosto de 2013, Hi-Rez Studios anunciou parceria com a Tencent Holdings Ltd., a companhia que fez com que o Smite tivesse aumentado significativamente sua popularidade na China.
Em 5 de Junho de 2014, Hi-Rez Studios anunciou uma nova Parceira para levar o Smite até a América Latina, a empresa Level Up! Games.